# Xylocopa amauroptera
Xylocopa amauroptera är en biart som beskrevs av Pérez 1901. Xylocopa amauroptera ingår i släktet snickarbin, och familjen långtungebin. Inga underarter finns listade i Catalogue of Life.